# Malcolm Subban
Malcolm-Jamaal Justin Subban (* 21. Dezember 1993 in Rexdale, Ontario) ist ein kanadischer Eishockeytorwart, der seit Oktober 2024 bei den Belleville Senators aus der American Hockey League (AHL) unter Vertrag steht. Zuvor war Subban bereits für die Boston Bruins, Vegas Golden Knights, Chicago Blackhawks und Buffalo Sabres in der National Hockey League (NHL) aktiv. Seine Brüder P. K. und Jordan sind ebenfalls Eishockeyspieler.

## Karriere
Subban spielte zwischen 2010 und 2013 zunächst für die Belleville Bulls in der Ontario Hockey League und wurde während dieser Zeit im NHL Entry Draft 2012 in der ersten Runde an 24. Stelle von den Boston Bruins aus der National Hockey League ausgewählt.
Zu Beginn der Saison 2013/14 nahmen ihn die Bruins schließlich unter Vertrag, setzten ihn bis zum Ende der Saison 2016/17 mit der Ausnahme von zwei NHL-Spielen für Boston aber ausschließlich in der American Hockey League bei ihrem Farmteam, den Providence Bruins ein. Als er nach der Vorbereitung auf die Saison 2017/18 Anfang Oktober 2017 auf den Waiver gesetzt wurde, wählten ihn von dort die neu gegründeten Vegas Golden Knights aus. Dort stand er als Ersatzmann von Marc-André Fleury im Kader. Mit dem Team erreichte er in den Playoffs 2018 überraschend das Finale um den Stanley Cup, unterlag dort allerdings den Washington Capitals.
Nach drei Jahren in Las Vegas gaben ihn die Golden Knights zur Trade Deadline im Februar 2020 samt Slava Demin und einem Zweitrunden-Wahlrecht für den NHL Entry Draft 2020 an die Chicago Blackhawks ab. Im Gegenzug wechselte Robin Lehner nach Nevada. Bei den Blackhawks war Subban in der Saison 2020/21 hinter Kevin Lankinen zweiter Torwart. Diesen Platz verlor er im Sommer 2021 jedoch durch die Verpflichtung von Marc-André Fleury und kam fortan nur noch beim Farmteam Rockford IceHogs in der AHL zu Einsätzen. Anfang Dezember desselben Jahres transferierte ihn Chicago zu den Buffalo Sabres. Von dort wiederum schloss er sich im Juli 2023 als Free Agent den St. Louis Blues an. Nachdem diese ihn nur bei den Springfield Thunderbirds in der AHL eingesetzt hatten, wurde er im März 2024 ohne weitere Gegenleistung (future considerations) an die Columbus Blue Jackets abgegeben. Dort beendete der Torwart die Saison pendelnd zwischen dem Kader Columbus’ und den Cleveland Monsters in der AHL.
Nachdem sich Subban bis Oktober 2024 auf der Suche nach einem Arbeitgeber befunden hatte, wurde er schließlich von den Grand Rapids Griffins aus der AHL auf Probe verpflichtet. Er blieb jedoch bis Ende des Monats ohne Einsatz, ehe er einen festen Vertrag beim Ligarivalen Belleville Senators erhielt.

### International
Malcolm Subban vertrat sein Heimatland bei mehreren internationalen Turnieren. Im Jahr 2011 nahm er an der U18-Junioren-Weltmeisterschaft teil, 2013 an der U20-Junioren-Weltmeisterschaft. Bei beiden Turnieren belegte er als Stammtorhüter jeweils den vierten Platz im Abschlussklassement.

## Erfolge und Auszeichnungen
- 2011 OHL First All-Rookie Team
- 2013 OHL Third All-Star Team

## Karrierestatistik

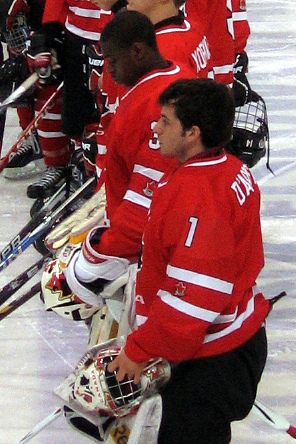
Malcom Subban (2. von vorn) und Andrew D’Agostini vor einem Spiel der U18-Weltmeisterschaft 2011

Stand: Ende der Saison 2023/24

### International
Vertrat Kanada bei:
- U20-Junioren-Weltmeisterschaft 2011
- U20-Junioren-Weltmeisterschaft 2013

(Legende zur Torhüterstatistik: GP oder Sp = Spiele insgesamt; W oder S = Siege; L oder N = Niederlagen; T oder U oder OT = Unentschieden oder Overtime- bzw. Shootout-Niederlage; Min. = Minuten; SOG oder SaT = Schüsse aufs Tor; GA oder GT = Gegentore; SO = Shutouts; GAA oder GTS = Gegentorschnitt; Sv% oder SVS% = Fangquote; EN = Empty Net Goal; 1 Play-downs/Relegation; Kursiv: Statistik nicht vollständig)